# 6456 Golombek
6456 Golombek este o planetă minoră (asteroid), cu un diametru de 3 km, din Asteroid Amor. A fost descoperită pe 27 iulie 1992 la Observatorul Palomar de Eleanor F. Helin și a fost numită după Matthew P. Golombeck⁠(d). 
Obiectul prezintă o orbită caracterizată de o semiaxă mare de 2,1929535 UAi, o excentricitate de 0,4095, o înclinație de 8,22346 ° în raport cu ecliptica.